# Asesinato de Marco Antonio
El asesinato de Marco Antonio, famoso estilista peruano, ocurrió el 9 de julio de 2009, cuando tres personas, identificadas como Jorge Luis Coco Glenni Ponce (su entonces pareja), Miguel Ángel Pachón Velásquez Zarazú y Jordan Antonio Pacheco Huamanchumo, le torturaron y asesinaron en su departamento del distrito limeño de San Isidro. Según la investigación policial, el móvil fue el robo de 15 000 dólares y objetos de valor, pero el caso tuvo repercusión nacional por ser un reconocido personaje homosexual.

## Marco Antonio
Marco Antonio Gallego Gonzáles fue un empresario y estilista peruano, que alcanzó la fama en la década del 2000 por ser el asesor de moda de celebridades y modelos del mundo del espectáculo peruano, conocido popularmente como Chollywood. Fue director de la cadena de peluquerías Marco Antonio, con sucursales en Lima y otras localidades peruanas, como Arequipa, Cusco y Trujillo. Además, tuvo su propia revista de modas llamada Belleza & Estilo. Participó en la televisión peruana, al conducir el programa de espectáculos Hola a todos, junto a Katia Condos y Mathías Brivio. También fue autor del libro En mis manos está tu belleza, presentado en Buenos Aires.

## Hechos
Dos días después de celebrar su cumpleaños número 44, en compañía de amistades del mundo del espectáculo, Marco Antonio estuvo en una habitación del segundo nivel de su departamento, en el número 193 del jirón Choquehuanca en el distrito de San Isidro, con Glenni Ponce, exmodelo de 21 años y ocasional pareja del estilista. Mientras, en el primer piso, Velásquez Zarazú, de 24 años, alias 'Pachón', y Pacheco Huamanchumo, de 19, alias 'Jordan', robaban las pertenencias del empresario, en una operación coordinada con Glenni Ponce, quien mantenía una presunta relación con Marco Antonio. Al escuchar ruidos, el estilista bajó al primer nivel para ver lo que ocurría, y descubrió el robo. Mantuvo un forcejeo con los ladrones, quienes le inmovilizaron y golpearon. Posteriormente lo asesinaron.
Al no acudir al día siguiente al programa de televisión Hola a todos, que conducía con Katia Condos y Mathías Brivio, sus amistades empezaron a preocuparse. El cuerpo de Marco Antonio fue encontrado por la policía el 10 de julio en posición decúbito prono en el sofá del salón, con el torso desnudo, las manos y pies atados con un cable de computadora y una bolsa negra cubriendo su cabeza, además de una camiseta deportiva en la boca, a modo de mordaza. Presentaba golpes y cortes por todo el cuerpo, por lo que las investigaciones por parte de la Dirección de Investigación Criminal (DIRINCRI) de la Policía no descartaron que sufriese tortura antes de fallecer por asfixia. El cadáver fue llevado a la Morgue Central de Lima para practicarle la autopsia.
El 13 de julio la policía capturó e interrogó durante 20 horas a Jorge Luis ‘Coco’ Glenni Ponce. Éste confesó el asesinato, y brindó datos a las autoridades sobre el móvil del crimen y otras cuestiones, como que cada uno de los hampones recibió S/. 4.500, por los bienes robados, que fueron cinco relojes de marca, dos teléfonos celulares, prendas de vestir y una laptop.
Marco Antonio fue enterrado en el cementerio Campo Fe de Huachipa, a la ceremonia acudieron familiares y amistades, como Laura Borlini, Koky Belaunde, Edith Tapia, Cristian Suárez, Paula Marijuan, Claudia Portocarrero, y Carlos Cacho, quien brindó un discurso de despedida.

## Proceso judicial
Hasta que el proceso judicial llegó a su fin, tanto la policía como los principales inculpados, dieron diferentes versiones y móviles a la prensa sobre el asesinato. Se barajó el robo con violencia, un crimen pasional, una venganza al enterarse Glenni Ponce que, supuestamente, Marco Antonio era seropositivo. También se relacionó con un crimen ocurrido el 12 de abril de 2009, cuando dos sujetos asesinaron de una forma similar a un amigo suyo, el estilista puertorriqueño Roberto Izquierdo, y posteriormente le robaron.
Tras una investigación, y cambios en las versiones de los implicados, la Sala Penal Transitoria de la Corte Suprema dictó sentencia en septiembre de 2010. Glenni Ponce fue sentenciado a 34 años de prisión; evitó la cadena perpetua (aplicable en caso de robo agravado en el código penal) al presentar un recurso de conclusión adelantada. Además, se estimó una cifra de S/ 200,000 en concepto de reparación civil. Por su parte, Miguel Ángel Velásquez si que recibió cadena perpetua.
Años después, se revisó la sentencia y aumentaron los años para Glenni Ponce, a 35 años, mientras que Miguel Ángel Velásquez recibió 35 años por el delito de robo agravado, y Jordán Pacheco recibió 20 años en prisión.